# بيتكو هريستوف
بيتكو هريستوف (1 مارس 1999 بصوفيا في بلغاريا - ) هو لاعب كرة قدم بلغاري في مركز الدفاع. لعب مع فيورنتينا.

## وصلات خارجية
- بيتكو هريستوف على موقع الاتحاد الدولي (مؤرشف)  (الإنجليزية)
- بيتكو هريستوف على موقع الاتحاد الأوربي (الإنجليزية)
- بيتكو هريستوف على موقع قاعدة بيانات كرة القدم.إي يو (الإنجليزية)
- بيتكو هريستوف على موقع ناشيونال فوتبول تيمز (الإنجليزية)
- بيتكو هريستوف على موقع Soccerway.com (الإنجليزية)